# Anti-Hero (Taylor Swift)
Anti-Hero è un singolo della cantante statunitense Taylor Swift, pubblicato il 21 ottobre 2022 come primo estratto dal decimo album in studio Midnights.

## Promozione
Il 28 agosto 2022 l'artista ha annunciato il titolo e la data di uscita dell'album, senza rivelarne tuttavia la lista tracce. A partire dal 21 settembre dello stesso anno la cantante ha cominciato ad annunciare i titoli dei brani contenuti nel disco con una serie di 13 video su TikTok intitolati Midnights Mayhem with Me. Nel corso del sesto episodio diffuso il 3 ottobre 2022, Swift ha annunciato il titolo del singolo, che avrebbe rappresentato la terza traccia di Midnights.
La cantante ha descritto il brano come un viaggio guidato attraverso le sue insicurezze, in quanto il processo dietro la sua creazione vede l'artista analizzare ciò che odia di sé stessa e il proprio sentimento di depersonalizzazione, oltre che le paure riguardo alle relazioni sociali e al suo rapporto con la fama.
Il brano è stato promosso attivamente sulla piattaforma Shorts di YouTube attraverso la #TSAntiHeroChallenge, che vede i fan della cantante condividere le proprie insicurezze e le proprie peculiarità personali.

## Video musicale
Il video, scritto e diretto dalla stessa Taylor Swift, è stato reso disponibile in concomitanza con l'uscita del singolo attraverso il suo canale YouTube.

## Tracce
Testi e musiche di Taylor Swift e Jack Antonoff, eccetto dove indicato.
Download digitale, streaming
1. Anti-Hero – 3:20

Download digitale – Instrumental Version
1. Anti-Hero (Instrumental Version) – 3:20

Download digitale, streaming – feat. Bleachers
1. Anti-Hero (feat. Bleachers) – 3:48 (Taylor Swift, Jack Antonoff, Mikey Freedom Hart)
2. Anti-Hero – 3:20

Download digitale, streaming – Roosevelt Remix
1. Anti-Hero (Roosevelt Remix) – 4:59 (Taylor Swift, Jack Antonoff, Roosevelt)

Download digitale, streaming – Kungs Remix
1. Anti-Hero (Kungs Remix) – 3:14 (Taylor Swift, Jack Antonoff, Kungs, Her Demons)

Download digitale, streaming – Jayda G Remix
1. Anti-Hero (Jayda G Remix) – 3:35 (Taylor Swift, Jack Antonoff, Jayda G)

Download digitale – Kungs Remix Extended Version
1. Anti-Hero (Kungs Remix Extended Version) – 3:57 (Taylor Swift, Jack Antonoff, Kungs, Her Demons)

Download digitale – versione acustica
1. Anti-Hero (Acoustic Version) – 3:17

Streaming – Remixes
1. Anti-Hero (feat. Bleachers) – 3:48 (Taylor Swift, Jack Antonoff, Mikey Freedom Hart)
2. Anti-Hero (Roosevelt Remix) – 4:59 (Taylor Swift, Jack Antonoff, Roosevelt)
3. Anti-Hero (Kungs Remix) – 3:14 (Taylor Swift, Jack Antonoff, Kungs, Her Demons)
4. Anti-Hero (Jayda G Remix) – 3:35 (Taylor Swift, Jack Antonoff, Jayda G)
5. Anti-Hero – 3:20

## Formazione
Hanno partecipato alle registrazioni, secondo le note di copertina di Midnights:
Musicisti
- Taylor Swift – voce
- Jack Antonoff – batteria, programmazione, percussioni, sintetizzatore modulare, Prophet 5, basso, chitarra acustica, Roland Juno 6, mellotron, pianoforte elettrico Wurlitzer, cori
- Bobby Hawk – violino

Produzione
- Jack Antonoff – produzione, registrazione
- Taylor Swift – produzione
- Șerban Ghenea – missaggio
- Bryce Bordone – assistenza al missaggio
- Laura Sisk – registrazione
- Megan Searl – assistenza tecnica
- Jon Sher – assistenza tecnica
- John Rooney – assistenza tecnica
- Jon Gautier – registrazione parti di Hawk
- Randy Merrill – mastering

## Successo commerciale
Nel Regno Unito il singolo ha esordito al vertice della classifica dei singoli grazie a 78 993 unità di vendita, di cui 1 688 sono download digitali e il resto sono derivate dagli stream, divenendo il secondo singolo di Swift a raggiungere il numero uno nel paese, cinque anni dopo Look What You Made Me Do (2017).

## Classifiche

### Classifiche settimanali
| Classifica (2022-23) | Posizione massima |
| -------------------- | ----------------- |
| Argentina            | 40                |
| Australia            | 1                 |
| Austria              | 7                 |
| Belgio (Fiandre)     | 1                 |
| Belgio (Vallonia)    | 13                |
| Brasile              | 8                 |
| Bulgaria             | 6                 |
| Canada               | 1                 |
| Corea del Sud        | 174               |
| Croazia              | 5                 |
| Danimarca            | 7                 |
| Estonia              | 1                 |
| Filippine            | 1                 |
| Finlandia            | 10                |
| Francia              | 32                |
| Germania             | 7                 |
| Grecia               | 2                 |
| Hong Kong            | 6                 |
| India                | 4                 |
| Indonesia            | 1                 |
| Irlanda              | 1                 |
| Islanda              | 4                 |
| Italia               | 26                |
| Libano               | 3                 |
| Lituania             | 5                 |
| Lussemburgo          | 6                 |
| Medio Oriente        | 20                |
| Norvegia             | 3                 |
| Nuova Zelanda        | 1                 |
| Paesi Bassi          | 9                 |
| Paraguay             | 50                |
| Regno Unito          | 1                 |
| Repubblica Ceca      | 8                 |
| Singapore            | 1                 |
| Slovacchia           | 7                 |
| Spagna               | 14                |
| Stati Uniti          | 1                 |
| Sudafrica            | 3                 |
| Svezia               | 5                 |
| Svizzera             | 6                 |
| Taiwan               | 5                 |
| Ucraina              | 21                |
| Ungheria             | 8                 |
| Vietnam              | 2                 |

### Classifiche di fine anno
| Classifica (2022) | Posizione |
| ----------------- | --------- |
| Australia         | 43        |
| Belgio (Fiandre)  | 94        |
| Germania          | 100       |
| Regno Unito       | 59        |
| Svizzera          | 97        |
| Classifica (2023) | Posizione |
| Australia         | 4         |
| Austria           | 16        |
| Belgio (Fiandre)  | 4         |
| Belgio (Vallonia) | 55        |
| Canada            | 5         |
| Danimarca         | 62        |
| Estonia           | 4         |
| Germania          | 18        |
| Islanda           | 95        |
| Paesi Bassi       | 41        |
| Portogallo        | 85        |
| Regno Unito       | 4         |
| Stati Uniti       | 4         |
| Svezia            | 53        |
| Svizzera          | 44        |
| Classifica (2024) | Posizione |
| Australia         | 52        |
| Regno Unito       | 56        |

## Riconoscimenti
- MTV Europe Music Awards[73]
  - 2023 – Miglior video
- MTV Video Music Awards[74]
  - 2023 – Video dell'anno
  - 2023 – Canzone dell'anno
  - 2023 – Miglior video pop
  - 2023 – Miglior regia
  - 2023 – Miglior fotografia
  - 2023 – Migliori effetti speciali
  - 2023 – Candidatura come Miglior montaggio

## Date di pubblicazione
| Paese                 | Data di pubblicazione | Formato                      | Etichetta              | Note   |
| --------------------- | --------------------- | ---------------------------- | ---------------------- | ------ |
| Italia                | 21 ottobre 2022       | Contemporary hit radio       | Universal Music Italia | [ 22 ] |
| Stati Uniti d'America | 21 ottobre 2022       | Download digitale            | Republic, Taylor Swift | [ 75 ] |
| Stati Uniti d'America | 24 ottobre 2022       | Hot adult contemporary radio | Republic Records       | [ 76 ] |
| Stati Uniti d'America | 25 ottobre 2022       | Contemporary hit radio       | Republic Records       | [ 77 ] |

## Cover
Nel 2023 il gruppo drum and bass australiano Pendulum ha realizzato una propria versione del brano per conto del programma radiofonico Like a Version di Triple J.